# Sommernacht am Rhein
Sommernacht am Rhein ist der Titel eines Genrebildes des Düsseldorfer Malers Christian Eduard Boettcher. Es zählt zu den Hauptwerken der Wein- und Rheinromantik.

## Beschreibung
Das Gruppenbild zeigt bürgerliche Personen des 19. Jahrhunderts, die bei Mond- und Kerzenlicht an mehreren Tischen im Freien eines Wirtshauses zu Abendgesellschaften versammelt sind.
Am rechten Bildrand sind Mauern und Portal einer romanischen Burgruine erkennbar. Am linken Bildrand fällt der Blick auf den durch Vollmond erhellten, leicht bewölkten Nachthimmel und auf dessen Spiegelung in einem Fluss. Der Bildtitel benennt den Rhein als den Ort der dargestellten Szene. Vor der Flusslandschaft, die dem Bild durch die Darstellung einer in der Ferne liegenden Flussschleife eine große Tiefenwirkung verleiht, hebt sich ein kleinstädtischer Kirchturm ab, der als der Turm von St. Peter in Bacharach im Oberen Mittelrheintal zu identifizieren ist. Demnach könnte die Szene, die ausweislich rechts dargestellter Rebstöcke oberhalb des Orts an einem Weinberg liegt, in der Ruine der Burg Stahleck zu lokalisieren sein. Allerdings findet sich eine mit dem Bild identische Örtlichkeit in dieser Anlage nicht.
In der Bildmitte, erhellt durch einen großen Kerzenleuchter, sitzt und steht unter der Krone einer mächtigen Buche in großer Tafelrunde und erhöhter Position auf einer Terrasse mit Ziervase ein Kreis aus fünf Damen und sechs Herren. Durch die „Farb- und Lichtregie“ Boettchers bildet diese Figurengruppe das Zentrum der Bildkomposition. Mitten auf der gedeckten Tafel steht eine große Glasschüssel mit Bowle. Ein Knabe springt herbei, um einem der Herrn einen Schlüssel zu bringen. Im Vordergrund steht ein kleiner Tisch, an dem drei Männer beim Schein einer Tischkerze Wein trinken, Pfeife rauchen und sich unterhalten. Auf ihrem Tisch liegt ein Exemplar der Kölnischen Zeitung. Von ihnen verabschiedet sich ein älterer Mann, ein Geistlicher, dessen Hand am Arm des Kirchendieners eingehakt ist. Ganz links deckt der Wirt auf einer Bank einen Gast, der im Rausch eingeschlafen ist, mit einer Decke zu. Rechts ist ein Mann mit Hut und Stock ebenfalls im Begriff, das Gartenlokal, dessen Betrieb sich sichtlich dem Ende zuneigt, zu verlassen. Sein langer Schatten fällt auf den Sandboden. Ihn grüßen zwei Männer, die das Lokal über einen steilen Pfad gerade erreichen. Im Hintergrund, an steinernen Brüstungen der ehemaligen Burg, sind die Umrisse weiterer Menschen zu erkennen.

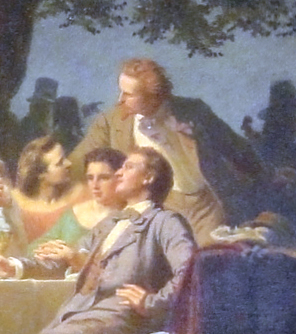
Figurengruppe mit Moritz von Beckerath (stehend), unter ihm seine Schwester Hedwig (links), sein Bruder Leonhard (rechts) und dessen Ehefrau Laura (Mitte)

Viele der dargestellten Personen der figurenreichen Komposition wurden – zum Teil allerdings eher vage oder umstritten – als Malerkollegen, Freunde und Familienangehörige Boettchers erkannt. Der Düsseldorfer Schule, aus der die Malerkollegen stammen, gehörte auch Boettcher an. Der sich am Stamm der Buche anlehnende Mann zeigt die markanten Gesichtszüge von Theodor Mintrop. Das Paar am Tisch unter ihm könnten Alfred Rethel (oder dessen Bruder Otto) und Bertha von Beckerath (1840–1902) sein. Der rechts der Tafel stehende Herr mit rotbraunen Haaren wird als Moritz von Beckerath identifiziert. Das Paar unter ihm dürfte Beckeraths Bruder Leonhard, ein Winzer und Weinhändler aus Rüdesheim, und dessen Ehefrau Laura, geborene Deus, sein. Die Dame, der sich Beckerath zuwendet, ist wohl seine Schwester Hedwig, verwitwete vom Bruck (1842–1912). Als Selbstporträt Boettchers wird die Figur des Herrn, der von dem Knaben den Schlüssel empfängt, ausgemacht. Die das Bildzentrum dominierende Dame in Weiß, die aus der Bowle einschenkt, wird wohl die Ehefrau des Bildschöpfers sein, Mielchen (Emilie) Boettcher, geborene Hunzinger. Jene Person, der Boettcher seinen Rücken zuwendet, könnte Wilhelm Sohn oder dessen Vater Heinrich Karl sein. Er schaut einem Mädchen (möglicherweise der Tochter des Wirts), das aus einem Korb Blumensträußchen anbietet, in die Augen. Weitere Maler wurden als Gäste des unteren Tisches erkannt: Eduard Geselschap als der Pfeifenraucher sowie Adolf Schmitz und Fritz Werner.

## Entstehung und Provenienz
Nach einer Phase, in der sich Boettcher im Gefolge Carl Wilhelm Hübners sozialkritischen Themen gewidmet und als „Tendenzmalerei“ verschriene Werke geschaffen hatte, 1848 etwa aus dem Gefängnisgenre, verlegte er sich nach der Deutschen Revolution auf die spätromantische Volkslebenmalerei mit Idyllen, Kinder- und Wirtshausszenen sowie rheinischen Landschaften. Unter dem Titel Der Abend am Rhein schuf Boettcher im Jahr 1860 eine lavierte Federzeichnung, die bereits wesentliche Elemente der Sommernacht am Rhein enthält und als ihre Vorzeichnung gilt. Diese Zeichnung, die Ähnlichkeiten zu einer 1854 entstandenen  Zeichnung mit Volksfestdarstellung von Adolph Tidemand aufweist (Bettina Baumgärtel), befindet sich in der Graphischen Sammlung des Museums Kunstpalast in Düsseldorf. Das 1862 im Atelier vollendete Gemälde wurde zunächst in mehreren Kunstzentren Deutschlands ausgestellt, ehe es 1864 durch die Stiftung Katharina Schiefer für das Wallraf-Richartz-Museum angekauft und dort als ein „Hauptwerk“ präsentiert wurde. Heute befindet es sich als dessen Leihgabe im Kölnischen Stadtmuseum.

## Rezeption
Das Gemälde gilt als eine – auch durch Reproduktionsstiche – besonders bekannt gewordene Bilderfindung und als ein Hauptwerk der „späten Phase der Wein- und Rheinromantik“ (Wend von Kalnein). Es erzeugt eine aus tradierten Motiven der Romantik schöpfende Stimmung. Es formuliert eine Nostalgie, ein harte Realitäten des Industriezeitalters eher ausblendendes, idealisiertes und verdichtetes Konzept einer Lebenswelt rheinischen Bürgertums und die Vorstellung von einer „rheinischen Lebensart“, die bis ins 20. Jahrhundert verbreitet war und wirksam blieb. Popularität erwarb es sich insbesondere durch die erzählerische, detailreiche und humorvoll mitfühlende Darstellung einer bürgerlichen Gesellig- und Gemütlichkeit sowie einer gelockerter Stimmung, wie sie nach Weingenuss durch leichte Trunkenheit („Weinseligkeit“) in lauen Sommernächten entsteht.
Das Gemälde gehört zu Narrativen und Schöpfungen, die im 19. und 20. Jahrhundert das Motiv der Rheinlandschaft und seiner Bewohner in vielen Facetten variierten. Sie trugen dazu bei, Klischees bzw. Selbst- und Fremdbilder über Rheinländer zu entwickeln. 1904 veranstaltete der Düsseldorfer Künstlerverein Malkasten zur Ehrung des 70-jährigen Genre- und Landschaftsmalers Ernst Bosch ein Festspiel, das mit der Darstellung des Gemäldes als Tableau vivant in wehmütigem Rückblick ausklang. Spätere Künstler vermochten das in dem Bild ausgedrückte volkstümliche Genre bis weit in das 20. Jahrhundert zu tragen, wie beispielsweise das Lustspiel Der fröhliche Weinberg von Carl Zuckmayer und dessen filmische Umsetzung im Jahr 1952 zeigt.